# Чофринджень
Чофринджень, Чофринджені (рум. Ciofrângeni) — село у повіті Арджеш в Румунії. Входить до складу комуни Чофринджень.
Село розташоване на відстані 143 км на північний захід від Бухареста, 37 км на північний захід від Пітешть, 104 км на північний схід від Крайови, 102 км на південний захід від Брашова.

## Населення
За даними перепису населення 2002 року у селі проживали 1199 осіб. Усі жителі села рідною мовою назвали румунську.
Національний склад населення села:
| Національність | Кількість осіб | Відсоток |
| -------------- | -------------- | -------- |
| румуни         | 1194           | 99,6%    |
| цигани         | 5              | 0,4%     |